# 済州肖氏
済州肖氏（チェジュチョし、さいしゅうしょうし、朝鮮語: 제주초씨）は、朝鮮の氏族の一つ。本貫は済州特別自治道である。1985年調査では30人。一方、2015年の調査では5人未満となる。
始祖は、高麗の時に元から渡来して済州島に定着した漢人の肖古道である。本来の姓は趙氏であったが、十数代前に肖氏に改姓した。 
『朝鮮氏族統譜』には済州肖氏を「元投化人」と記録している。